# Nasir al-Wuhayshi
Nasir Abdel Karim al-Wuhayshi, ناصر الوحيشي (árabe); (Mukayras, Gobernación de Abyan, Yemen del sur, 1 de octubre de 1976 - Yemen, 12 de junio de 2015). Fue un militante yihadista yemení, fundador y líder de Al Qaeda en la Península Arábiga (AQAP). Nació en 1976 y murió en 2015 en un ataque aéreo estadounidense en Yemen. Durante su liderazgo, AQAP se convirtió en una de las ramas más  activas y peligrosas de Al Qaeda, llevando a cabo ataques en Yemen y en otros países. Al-Wuhayshi fue considerado un objetivo clave en la lucha contra el terrorismo yihadista en la región.

## Historía
Infancia y educación
Al-Wuhayshi nació en Mukayras, gobernación de Abyan actual Gobernación de al-Bayda en Yemen del Sur. Aunque se sabe poco sobre su infancia y educación temprana, se cree que estudió en una madrasa en su país natal. Estas instituciones religiosas son conocidas por enseñar una interpretación estricta del Islam, lo que puede haber influido en la visión del mundo de al-Wuhayshi.
Unión a Al Qaeda 1998
Al-Wuhayshi se unió a Al Qaeda en 1998, cuando viajó a Afganistán para entrenarse y unirse a la organización. En ese momento, Al Qaeda estaba en pleno crecimiento y se estaba convirtiendo en una fuerza importante en la región. Al-Wuhayshi se convirtió en uno de los lugartenientes de Osama bin Laden, el fundador y líder de la organización.
Escape de la prisión
En febrero de 2006, al-Wuhayshi escapó de una prisión en Yemen junto con otros 22 militantes de Al Qaeda, incluyendo a otros líderes importantes de la organización. Este evento marcó un punto de inflexión en su carrera y lo llevó a convertirse en un líder clave en Al Qaeda. Después de su escape, al-Wuhayshi se convirtió en uno de los líderes más importantes de Al Qaeda en Yemen y comenzó a planificar y ejecutar ataques en la región.
Fundación de AQAP
En enero de 2009, al-Wuhayshi fundó Al Qaeda en la Península Arábiga (AQAP), que se convirtió en una de las ramas más activas y peligrosas de Al Qaeda. AQAP se centró en llevar a cabo ataques en Yemen y en otros países de la región, y al-Wuhayshi se convirtió en su líder. Bajo su liderazgo, AQAP llevó a cabo numerosos ataques, incluyendo intentos de atentados en aviones y ataques contra instalaciones petroleras.
Bajo el liderazgo de al-Wuhayshi, AQAP llevó a cabo numerosos ataques en Yemen y en otros países. Algunos de los ataques más notables incluyen:
- Intento de atentado en un avión de Northwest Airlines en 2009
- Ataque contra una instalación petrolera en Yemen en 2010
- Ataque contra una iglesia católica en Yemen en 2010
- Intento de atentado en un avión de cargo en 2010
Muerte
Al-Wuhayshi fue asesinado en un ataque aéreo estadounidense en Yemen el 12 de junio de 2015. El ataque fue llevado a cabo por un dron estadounidense y mató a al-Wuhayshi y a otros militantes de AQAP. Su muerte fue vista como un golpe significativo para AQAP, pero la organización continuó activa en la región.

## Fuetes
- Datos: Q135112045